# Karl Egloff
Karl Egloff (Quito, Ecuador, 16 de marzo de 1981) es un deportista ecuatoriano-suizo, que se ha desempeñado en el ciclismo y el montañismo.

## Biografía
El padre de Karl era un guía de alta montaña, por lo que a los 15 años empezó como guía junto a su padre en las elevaciones del Ecuador.
Durante su adolescencia inició una carrera deportiva en el fútbol suizo y más tarde en el Deportivo Quito. Debido a una tendinitis en los abductores tuvo que dejar el fútbol, pero por recomendación de los doctores de que cambiara de deporte, se inclinó al ciclismo llegando a ser el mejor del país en la modalidad de cross country maratón. Desde los 27 años se dedicó al ciclismo de montaña, ganando 55 medallas de oro en la máxima categoría y participó en dos mundiales, de Italia 2011 y Francia 2012 .
Más tarde se dedicó al montañismo, ascendiendo a la cumbre del Aconcagua en tres ocasiones; ha subido al Alpamayo y es guía de alta montaña en el Cotopaxi, Chimborazo, Cayambe, Antisana.
Como primera expedición al cráter del Cotopaxi, Egloff, junto al montañista Nicolás Miranda, descendieron en mayo de 2010. Ya en diciembre de 2012 impuso un récord mundial de ascenso de 1 hora con 15 minutos y de descenso de 22 minutos al volcán Cotopaxi.
Luego de 4 semanas de aclimatarse en el Kilimanjaro de Tanzania, el 13 de agosto de 2014, con una diferencia de 32 minutos, rompió tres récords mundiales en un tiempo de 6 horas con 42 minutos en la categoría de ascenso de velocidad.
El 19 de febrero de 2015 rompió el récord mundial de speedclimbing en descenso y ascenso en la montaña más alta del continente americano, Aconcagua, con un tiempo de 11 horas con 52 minutos, superando la marca de 12 horas con 49 minutos que marcó en diciembre de 2014 el español Kilian Jornet.
El 7 de mayo de 2017, Egloff rompió el récord mundial de velocidad para coronar y descender de la montaña Elbrus con tiempos de 3 horas 24 minutos (subida) y 4 horas 20 minutos 45 segundos (recorrido completo).
El 20 de junio de 2019, Karl rompió un nuevo récord mundial de ascenso y descenso de la montaña Denali (6.190 m.), ubicada en Alaska (Estados Unidos) con tiempos de 7 horas, 40 minutos en ascenso; y 4 horas, 4 minutos en descenso; un tiempo total de 11 horas y 44 minutos; Egloff ascendió por la ruta West Buttress que recorre una distancia de 26.55 km y tiene 4.060 metros de desnivel positivo, y descendió por la misma ruta.